# Džedi
Džedi je bio egipatski princ 4. dinastije, sin princa Rahotepa i Nofret, unuk faraona Snofrua, te nećak faraona Kufua.

## U literaturi
Drevna priča Kufu i čarobnjaci spominje čarobnjaka Džedija. U priči, faraona Kufua zabavljaju njegovi sinovi pričajući mu priče. Nepoznati princ te Kafra i Baufra ispričaju svoje priče te tada dođe red na princa Hordžedefa, koji reče svom ocu da postoji veliki čarobnjak, koji ima moć uskrsnuća. Također, taj čarobnjak, imenom Džedi, zna broj tajnih odaja Totovog hrama. 
Kufu je zatim naredio sinu da krene po čarobnjaka i da ga dovede na dvor. Princ je otišao na dug put, te je darivao Džedija. Na kraju Džedi pristane doći sa svojom obitelji na dvor, noseći uza se i svete papiruse s čarolijama. 
Čim je vidio čarobnjaka, Kufu mu je naredio da pokaže svoju čaroliju. Naredio je da mu dovedu zatvorenika na kojem bi Džedi isprobao svoje moći, ali se on pobuni, jer nije primjereno ubijati ljude za takve stvari. Umjesto toga, dovedu mu gusku, Gebovu životinju, kojoj Džedi skine glavu, pa joj ju opet namjesti na tijelo. To je isto napravio s još jednom pticom, te s bikom. 
Džedi je Kufuu prorekao da će njegov sin i njegov unuk vladati nakon njega, i to je Kufua udobrovoljilo. Na kraju, tako je i bilo - čak su dvojica Kufuovih sinova bila faraoni, te jedan njegov unuk. Džedi je također prorekao i rođenje trojice braće koji će vladati kroz 5. dinastiju. 
Nakon toga, Džedi se sprijateljio s princem Hordžedefom.

### Objašnjenje
Svi likovi iz gornje priče su bili stvarni ljudi, pa zato valja zaključiti kako je i čarobnjak Džedi bio stvaran, te je to najvjerojatnije ovaj Džedi, Rahotepov sin, te tako Kufuov nećak. U 4. dinastiji su mnogi pripadnici kraljevske obitelji bili na visokim položajima, pa su mnogi Kufuovi rođaci živjeli s njime na dvoru. Džedi je u priči opisan i s nekim nadnaravnim osobinama, primjerice, on je u priči star 110 godina, ali sve drugo upućuje na to da je bio stvarna osoba, ovdje u priči prikazana kao čarobnjak. Prema tome, Džedi iz priče i Džedi, Rahotepov sin su jedna osoba.